# Ямненська сільська рада
Я́мненська сільська́ ра́да — колишній орган місцевого самоврядування в Великописарівському районі Сумської області. Адміністративний центр — село Ямне.

## Загальні відомості
- Населення ради: 1 963 особи (станом на 2001 рік)

## Географія
Ямненська сільська рада розташована у центральній частині району.

## Населені пункти
Сільській раді підпорядковані населені пункти:
- с. Ямне
- с. Копійки
- с. Спірне

## Склад ради
Рада складається з 16 депутатів та голови.
- Голова ради: Гавриленко Микола Васильович
- Секретар ради: Доценко Наталія Василівна

### Керівний склад попередніх скликань
| Прізвище, ім'я, по батькові  | Основні відомості                                                               | Дата обрання | Дата звільнення |
| ---------------------------- | ------------------------------------------------------------------------------- | ------------ | --------------- |
| Гавриленко Микола Васильович | Сільський голова, 1960 року народження, освіта середня спеціальна, безпартійний | 26.03.2006   | 31.10.2010      |
| Гавриленко Микола Васильович | Сільський голова, 1960 року народження, освіта середня спеціальна, безпартійний | 31.10.2010   |                 |

Примітка: таблиця складена за даними сайту Верховної Ради України